# Новая Жизнь (Сосковский район)
Новая Жизнь — село в Сосковском районе Орловской области, входит в состав муниципального образования Лобынцевское сельское поселение.

## История
В 1961 году указом Президиума Верховного Совета РСФСР посёлок Дурневка переименован в Новая Жизнь.

## Население
| 2010 |
| ---- |
| 8    |